# Uruwashiki kamen no shotaijou
«Uruwashiki Kamen no Shoutaijou» (麗しき仮面の招待状 Uruwashiki Kamen no Shoutaijou?) —en español: «invitación a la hermosa máscara»— Es el primer sencillo de la banda japonesa Malice Mizer lanzado el 10 de diciembre de 1995. Su primer lanzamiento con su segundo vocalista Gackt, el día anterior al lanzamiento oficial se firmaron copias del sencillo durante un evento  Público.

## Lista de canciones
| N.º   | Título                                                                   | Letras | Música | Duración |  |
| 1.    | «麗しき仮面の招待状 (Uruwashiki Kamen no Shoutaijou)»                    | Gackt  | Mana   | 5:22     |  |
| 2.    | «APRÈS MIDI ～あるパリの午後で～ (Après Midi ~Aru Pari no Gogo De~)»     | Gackt  | Közi   | 3:02     |  |
| 3.    | «"Uruwashiki Kamen no Shoutaijou (Instrumental)"»                        |        | Mana   | 4:28     |  |
| 4.    | «"Après Midi ~Aru Pari no Gogo De~ (Instrumental)"»                      |        | Közi   | 5:23     |  |
| 5.    | «"Après Midi ~Aru Pari no Gogo De~ (Remix instrumental) (Secret track)"» |        | Közi   | 6:22     |  |
| 26:36 |                                                                          |        |        |          |  |